# フェルッチオ・ランボルギーニ

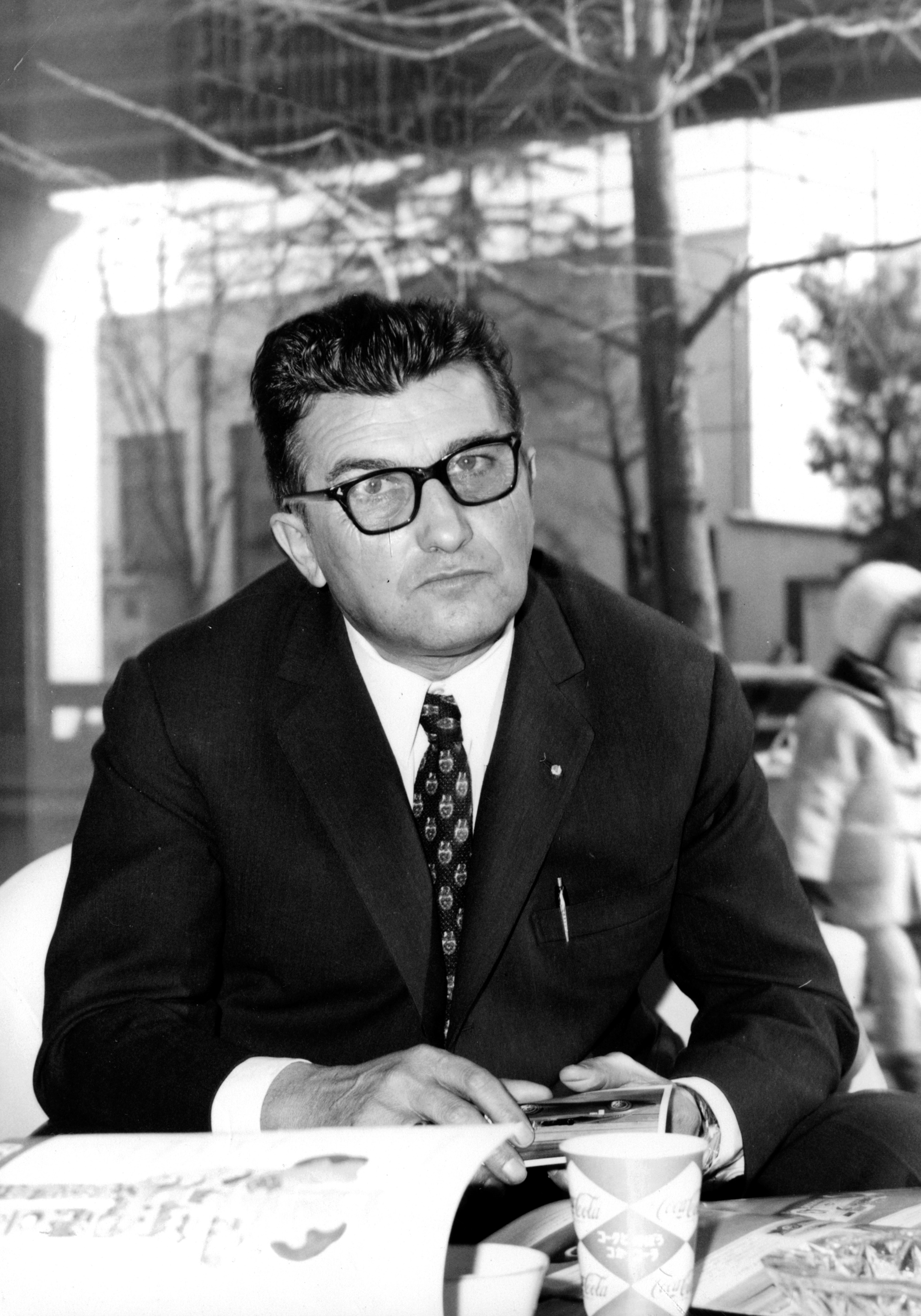

フェルッチオ・ランボルギーニ（Ferruccio Lamborghini, 1916年4月28日 - 1993年2月20日）はイタリアの自動車メーカーアウトモービリ・ランボルギーニS.p.A.（現ランボルギーニ）の設立者。

## 経歴

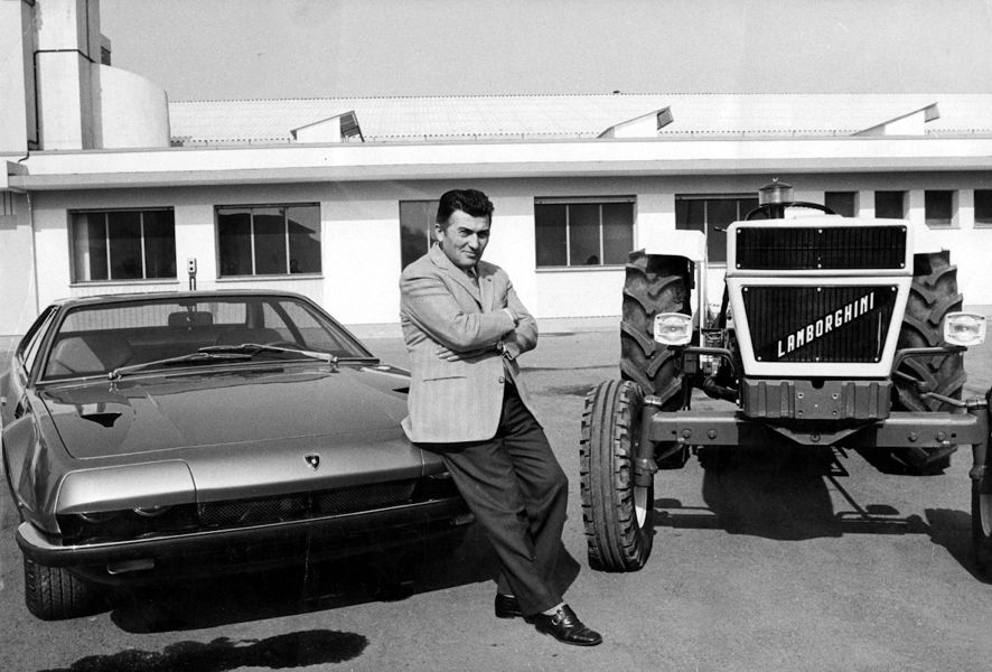
フェルッチオ・ランボルギーニ（1970年）

1916年4月28日、ボローニャ市近くのレナッツォ（エミリア＝ロマーニャ州フェラーラ県チェント市内）の裕福な農家に生まれる。
家業には興味を持たず、幼いころから機械好きで工科大学に進学。卒業後の1939年に徴兵され自動車部隊の配属となり、イタリア植民地だったギリシャのロドス島に送られる。島では総督の運転手を務めた。1944年に捕虜となり戦後、除隊後は島で修理工場を営み、1946年、33歳でイタリアに帰還した。帰国後は軍放出のトラックを元にトラクターの製造販売を行う。1949年にランボルギーニ・トラットーリ社（ランボルギーニ・トラクター社）を設立。1963年、アウトモービリ・ランボルギーニS.p.A.を設立し自動車の製造販売に乗り出す。ボリビアのクーデターにからむトラクター売買契約のキャンセルから資金難に陥り、1971年ランボルギーニ・トラットーリ社を売却。アウトモービリ・ランボルギーニS.p.Aの.株の51%を手放し再建を図るも1972年に訪れたオイルショックにより、1974年に残りの49%も手放し自動車業界から引退。晩年は旅行中にひと目ぼれした土地を購入し、テヌータ・ランボルギーニを設立。人生最後にとワイン作りやバラの栽培に情熱を傾けていた。
1993年2月20日、心臓発作で死去。76歳没。

## 人物
典型的なイタリアーノ。熱血漢で人情家で親分肌のフェルッチオを慕う者は多い。

## 俗説
フェルッチオが自動車製造に進出するきっかけになった事件として、以下のような俗説が伝わっている。
この俗説の真偽のほどは定かではないが、彼が若い頃から熱心なカーマニアで、一時はチューニングカーガレージの経営までしていた点や、当時のフェラーリ・ストラダーレの品質は決して高くなかった点、にもかかわらずフェラーリの販売台数が年間5000台近い規模に膨らんでいた点などを考えれば、全くの的外れとも言えず、事実を下地に多少ドラマチックに仕立てた伝説的俗説と言えるだろう（また、名門フェラーリの高慢さやアフターサービスのいい加減さに対する反感、ミラノ人とピエモンテ人の伝統的な反目、そして洋の東西を問わぬ「高慢な名門に楯突く貧しい熱血漢」への共感も、この伝説が信じられる下地となった）。「レースには出ない」と言う社是も、自身がレースで大けがをした事や、当時レースに興味を持っていた息子を刺激したくなかったという事もあるが、目指していたものがフェラーリのようなレーシングスポーツカーではなく、快適で高品質・高性能なGT（グラン・トゥリズモ）だったからからである。エアコンメーカーでもあったので「いくら性能が良くても、暑さで隣のご婦人のマスカラが取れてしまうような車はダメだ」と、全車にエアコンを用意した。
2003年頃、日本の自動車雑誌「GENROQ」（三栄書房）の企画で、漫画家の池沢さとしがランボルギーニ夫人の元へ取材に赴いた際には、フェルッチオがエンツォにあしらわれたという俗説は、事実とは異なると夫人は否定している（実際、エンツォとフェルッチオは4回会談している）。彼女によると、フェルッチオがフェラーリのオーナーとなり、実際に使用した結果、その品質に疑問を持った点までは事実だが、工業機械メーカーのオーナーらしく、彼の考えた改善案を書簡としてエンツォ・フェラーリに送ったが、丁重な断りの返事が届いた。そのため、高級GTの利益率が意外と高いこともあわせて、それならせっかくなので自分で商売としてやってみようと、一発奮起してチャレンジした、というのが真相だそうである。
また、フェルッチオは、俗説から非常に短気というイメージが強いが、夫人によると、短気ではあるものの独善的・排他的な性質は全くなく、単にチャレンジ精神旺盛で決断力に富んでいた。
事実、部下からの提案もやみくもに突っぱねるのではなく、当時のチーフエンジニア・ジャンパオロ・ダラーラからミッドシップ2座スポーツカー「ミウラ」開発を進言された時も、一旦は話を聞き腕を組んで考え、自分の理想論とは違っていても「まあいい。どうせそんな車、売れないんだから」と容認する器の大きさがあった。
2022年、フェルッチオ・ランボルギーニの生涯を描いた映画「Lamborghini :The Man Behind the Legend」がイタリアをはじめ全世界で公開。主演はフランク・グリロ。記念にテヌータ・ランボルギーニでは「Lamborghini The Legend」というシャンパン製法のスパークリングワインを制作。限定販売した。